# 任德权
任德权（1944年4月—2019年10月25日），男，江苏镇江人，中国医药管理专家，曾任国家食品药品监督管理局副局长，药典委员会副主任委员，中国药学会常务理事。